# 札幌市交通局D1020形気動車
札幌市交通局D1020形気動車（あるいは“D1020形内燃動車”）は、1960年に登場した札幌市電の路面ディーゼルカーである。

## 概要
1960年（昭和35年）6月にD1021～D1023号の3両が東急車輛で製造された。D1010形をベースに細部を改良したもので、同局の250形電車と同様の車体断面で、全高が低く、屋根肩部が角張っている。前形までの経験を生かし、側面のスカートは当初から大きく開いていた。
D1010形と同様に直列6気筒水冷ディーゼルエンジンを床下中央部に水平設置し、トルクコンバータ付き2速自動変速機を介して片側台車の2軸を駆動するものであった。
非電化で開業した鉄北線北部区間の電化に伴って廃車され、710形に車体を供出した。

## 改造
前後のラジエーターへの冷却気の流入速度を下げるため、バンパー下部のスカートを大きく開口し、グリルを設け、吸気ダクトを廃す改造を行った。
電車改造時に側面は電車同様のフルスカートとなったが、ラジエーターグリルはそのまま残された。

## 廃車・転用
書類上は1968年（昭和43年）10月の廃車となっているが、車体はそれ以前に550形・560形の電装品と組み合わされて710形・711 ~ 713号に転用されている。

## 主要諸元
- 全長：13,100mm
- 全幅：2,230mm
- 全高：3,365mm
- 自重：14.5t
- 定員：110人
- 出力：120ps
- 台車型式：東急車輛TS-107